# Toni Blazan
Toni Blazan (* 15. Mai 1992) ist ein österreichischer Basketballspieler.

## Laufbahn
Blazan verbuchte während des Spieljahres 2010/11 im Hemd des UBC St. Pölten erste Einsätze in der Bundesliga. 2014 wechselte er zum Ligakonkurrenten Fürstenfeld Panthers, bei dem er in der Saison 2014/15 mit 11,5 Punkten im Schnitt bei einer mittleren Einsatzzeit von rund 30 Minuten je Partie sofort Stammkraft war.
2016 verließ er Fürstenfeld und nahm ein Angebot eines weiteren Bundesligisten, der Swans Gmunden, an. Mit den Oberösterreichern errang er 2021 den Gewinn der Staatsmeisterschaft. Im Laufe der Meistersaison 2020/21 erzielte Blazan in 40 Einsätzen als drittbester Korbschütze der Mannschaft im Mittel 16 Punkte je Begegnung. In der Saison 2022/23 wurde er mit Gmunden wieder österreichischer Meister sowie zusätzlich Pokalsieger und Supercupsieger. Im Anschluss an das Spieljahr 2023/24 verließ er Gmunden, um sich vollständig der Spielart 3×3 zu widmen.

### Nationalmannschaft
Im Sommer 2016 wurde Blazan erstmals ins Aufgebot der A-Nationalmannschaft berufen. Mit der österreichischen Auswahl im 3×3-Basketball belegte er bei der Europameisterschaft 2019 den sechsten Platz. 2024 wurde er auf der Kaiserwiese im Wiener Prater gemeinsam mit Nico Kaltenbrunner, Enis Murati und Fabio Söhnel Europameister im 3×3-Basketball.